# Gordon Wood (zapaśnik)

Zawodnik Oregon State Beavers

Gordon Oscar Wood (ur. 21 czerwca 1975 w Milwaukie w Oregonie) – amerykański zapaśnik w stylu klasycznym. Olimpijczyk z Aten 2004, zajął 12. miejsce w wadze 66 kg. Zawodowy żołnierz United States Army. Ósme miejsce na Wojskowych MŚ w 2003 roku.
Zawodnik Sam Barlow High School z Gresham i Oregon State University. Dwa razy All-American (1996, 1998) w NCAA Division I, trzeci w 1998; siódmy w 1996 roku.